# Wilhelm Meise

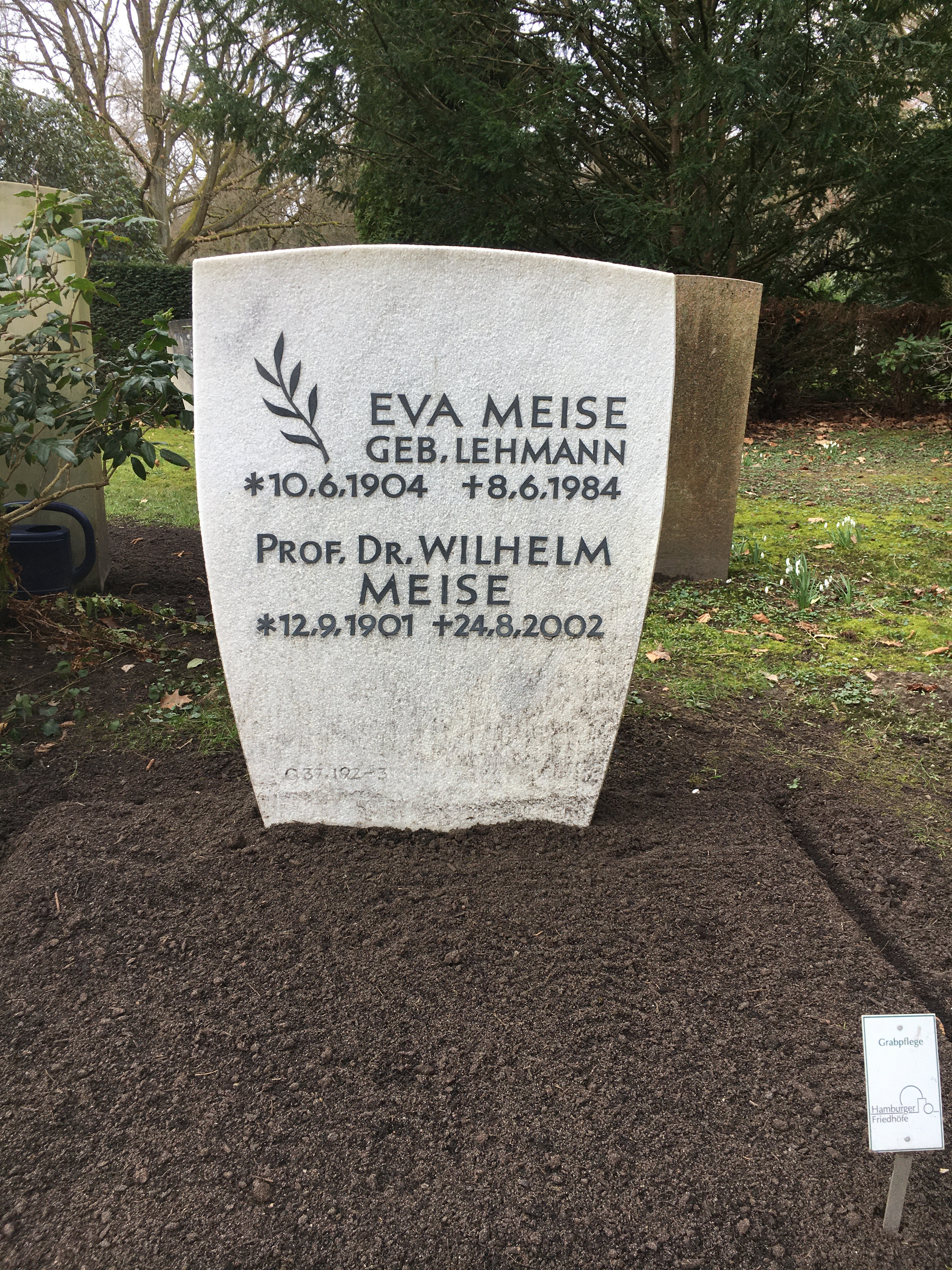
Grafsteen van Wilhelm Meise

Wilhelm Meise (Essen, 12 september 1901 - Hamburg, 24 augustus 2002) was een Duitse ornitholoog.  Hij studeerde van 1924 tot 1928 aan de Universiteit van Berlijn, waar hij promoveerde op een proefschrift over de verspreiding van de zwarte kraai en de bonte kraai en hun hybridisatie, onder supervisie van Erwin Stresemann, (1889–1972).  Ook analyseerde hij de taxonomische relatie tussen de huismus en de Spaanse mus, in het bijzonder de status van de "Italiaanse mus". Van 1929 tot de Tweede Wereldoorlog was hij conservator gewervelde dieren in het Natuurhistorisch Museum in Dresden.
Meise produceerde het eerste overzicht van vogelsoorten die nieuw waren voor de wetenschap in 1934 op het achtste Internationale Ornithologische Congres (IOC), gevolgd door een update op het negende IOC in 1938. Hij bracht na de oorlog drie jaar door in een gevangenkamp in Siberië en sloot zich in 1948 aan bij het Natuurhistorisch Museum van Berlijn. In 1951 werd hij benoemd tot conservator ornithologie van het Natuurhistorisch Museum in Hamburg en hoogleraar aan de Universiteit van Hamburg. 
In de jaren vijftig was Meise voorzitter van de Jordsand Club voor de Bescherming van Zeevogels, in een tijd dat dergelijke inspanningen zeldzaam waren. Hij ondernam in 1955 een expeditie naar Angola en publiceerde in de daaropvolgende jaren verschillende artikelen over geografische variatie, soortvorming en evolutie van Afrikaanse vogels.
Meise produceerde tussen 1960 en 1992 47 delen van Max Schönwetters handboek Handbuch der Oologie, na de dood van Schönwetter in 1960.  Het werk bestaat uit 3666 pagina's en presenteert in detail alle soorten en ondersoorten waarvan de eieren bekend zijn. Volgens Meise zijn er 30.000 tot 35.000 ondersoorten van vogels, en van slechts de helft hiervan zijn de eieren bekend bij de wetenschap. 
De 170 publicaties van Meise gingen voornamelijk over vogels, maar soms ook over de taxonomie van schorpioenen, spinnen, hagedissen, slangen en weekdieren. Hij ging met pensioen in 1972 en stierf in 2002 op bijna 101-jarige leeftijd.